# Saint Mary's School of Yala
Pour les articles homonymes, voir Yala.
La Saint Mary's School est un établissement de l'enseignement primaire et secondaire situé à Yala au Kenya.
Douzième plus ancienne école du pays, son histoire débute en 1927 lorsque le frère John Farmar de la Société des missionnaires de Saint Joseph construit une chapelle et une petite école dans le but de former des enseignants pour le réseau des écoles catholiques.

## Élèves célèbres
- Argwings Kodhek ;
- Tom Mboya.